# 페루의 재외공관 목록

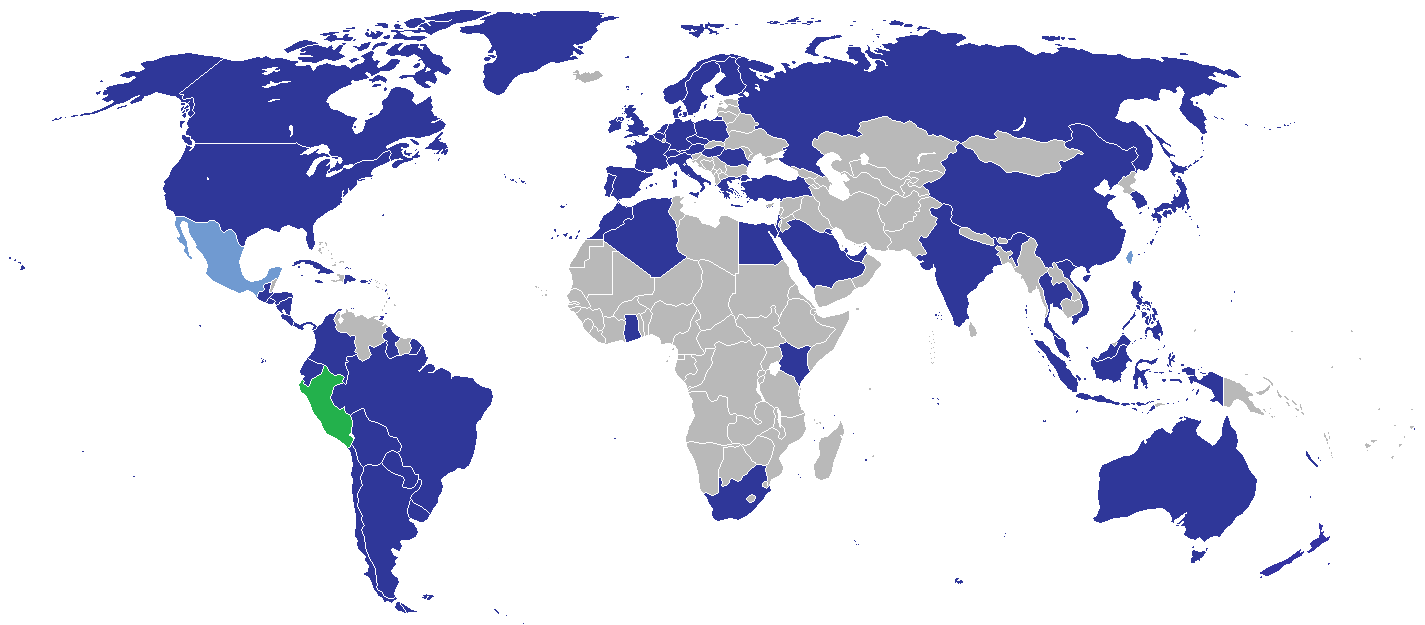
페루의 재외공관

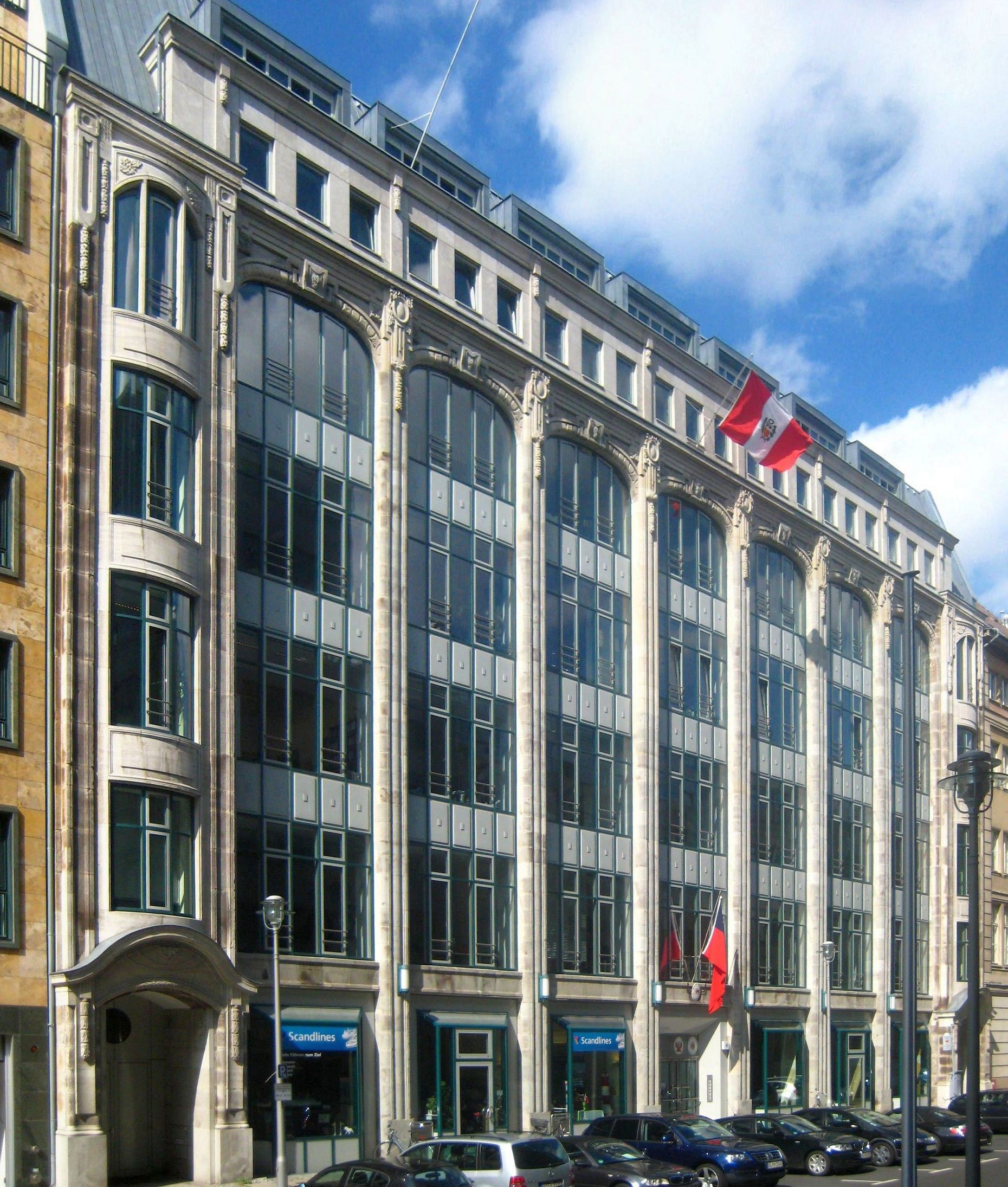
베를린 주재 페루 대사관

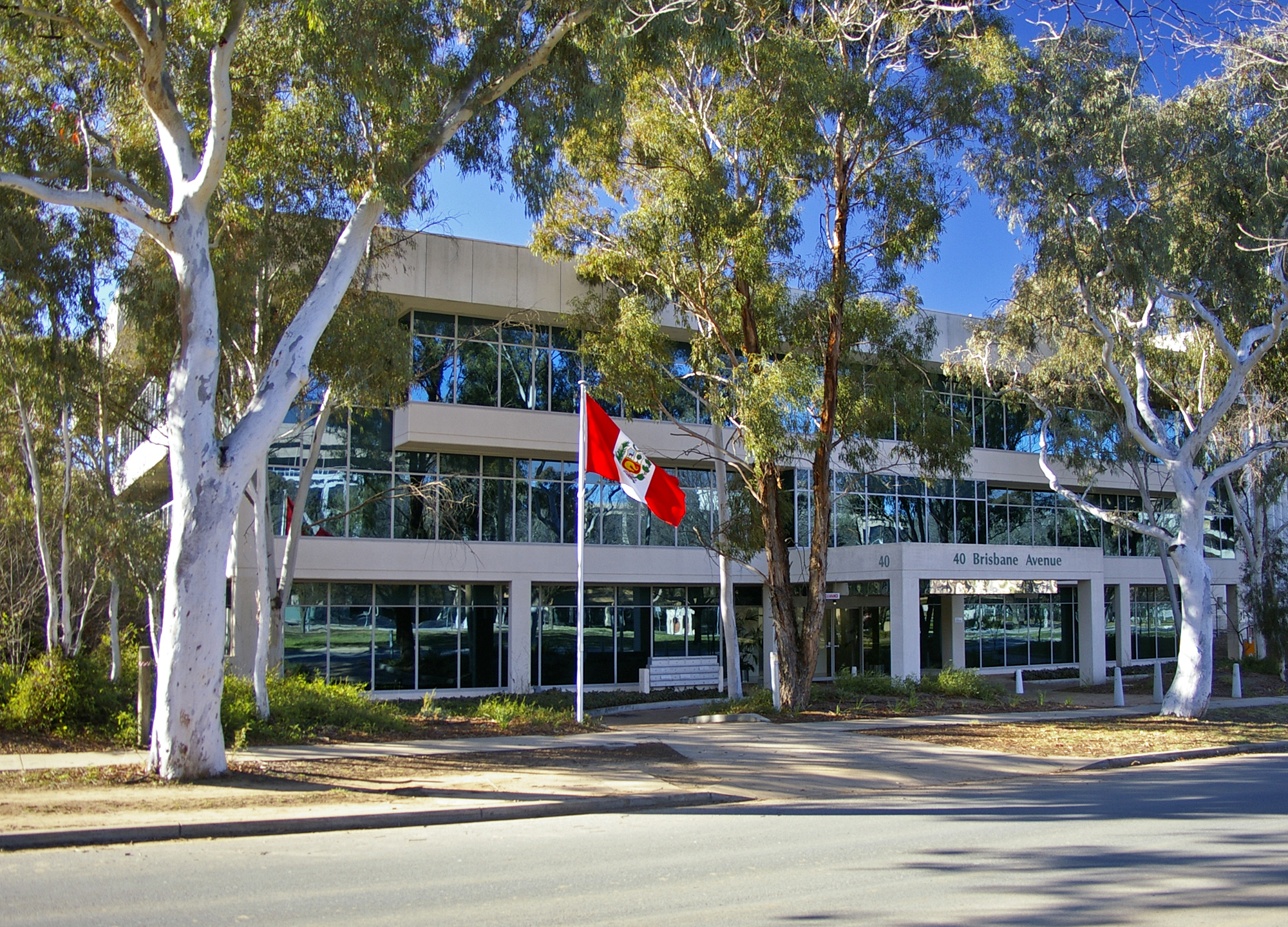
캔버라 주재 페루 대사관

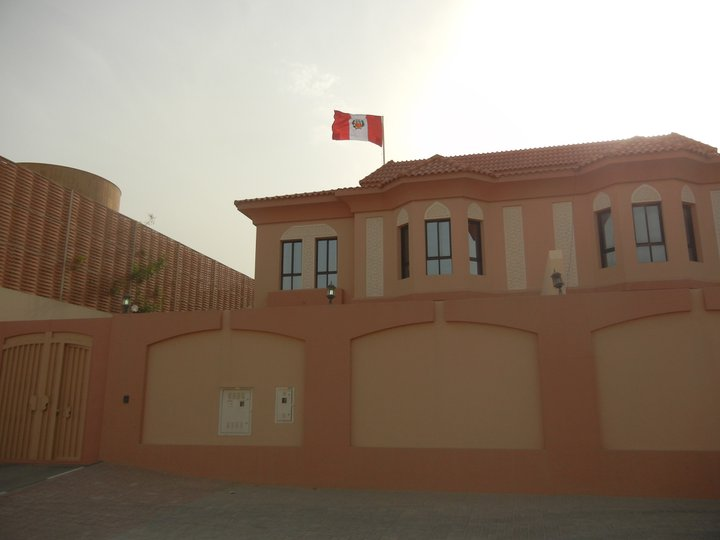
도하 주재 페루 대사관

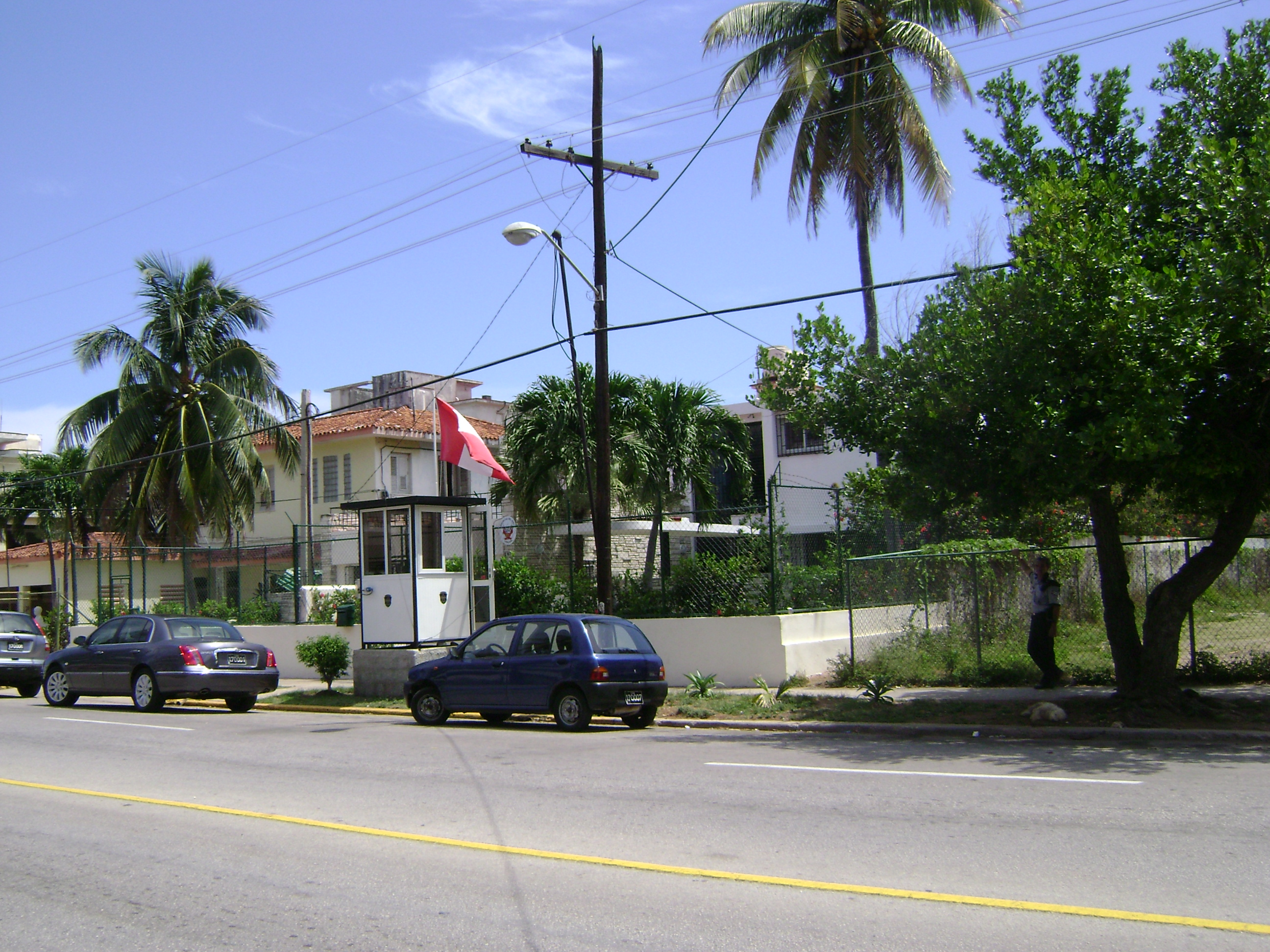
아바나 주재 페루 대사관

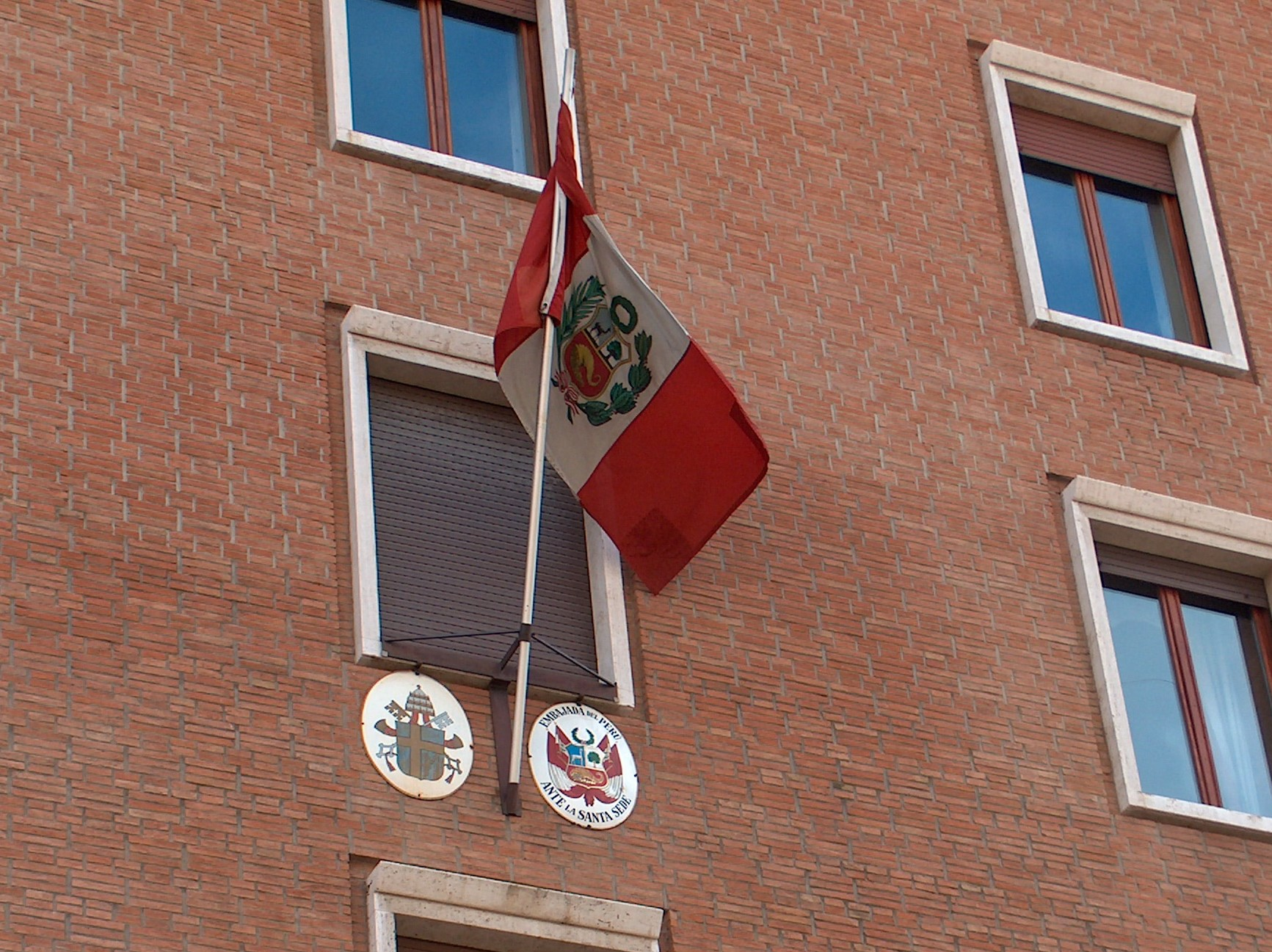
바티칸 시국 주재 페루 대사관

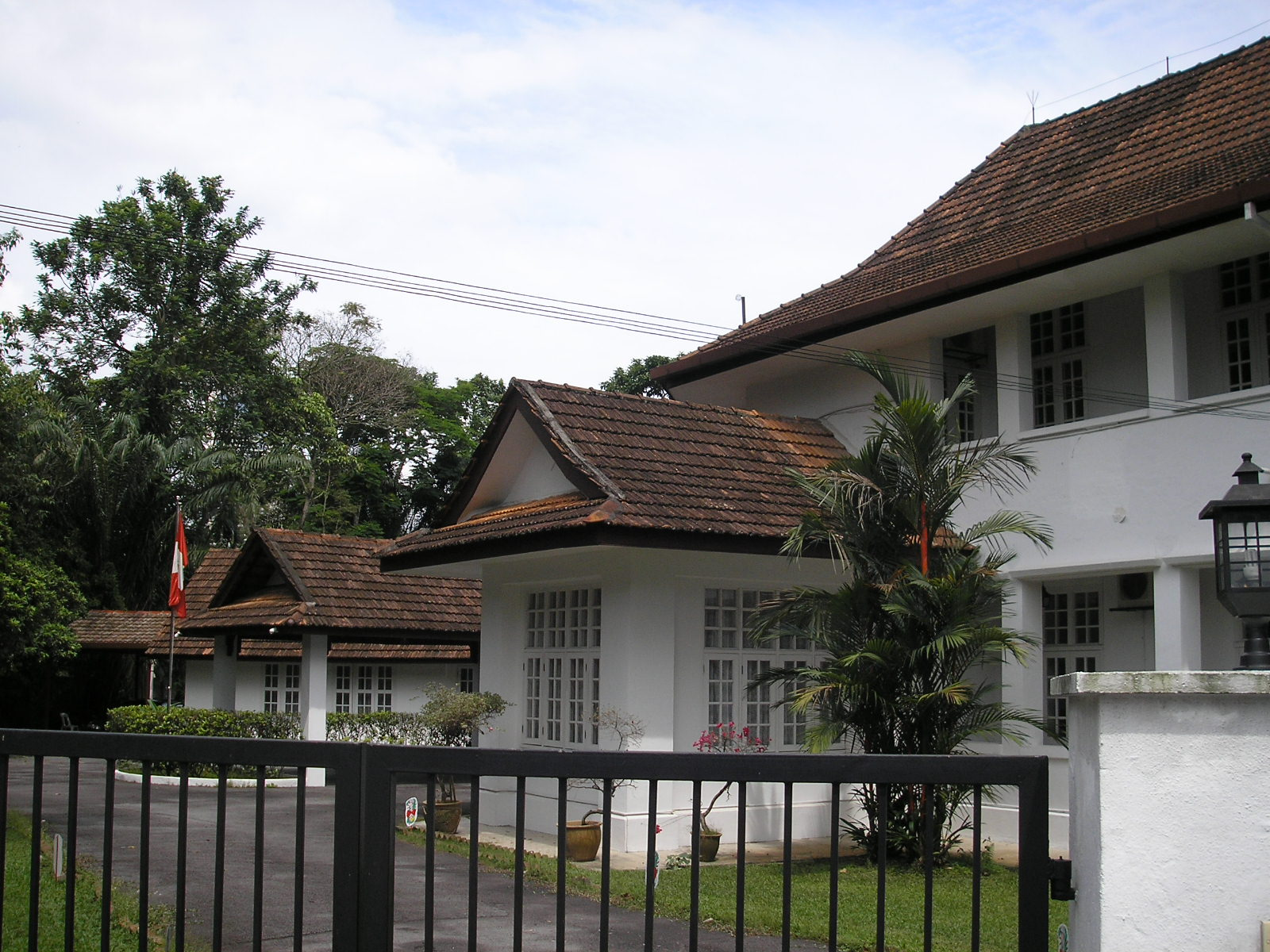
쿠알라룸푸르 주재 페루 대사관

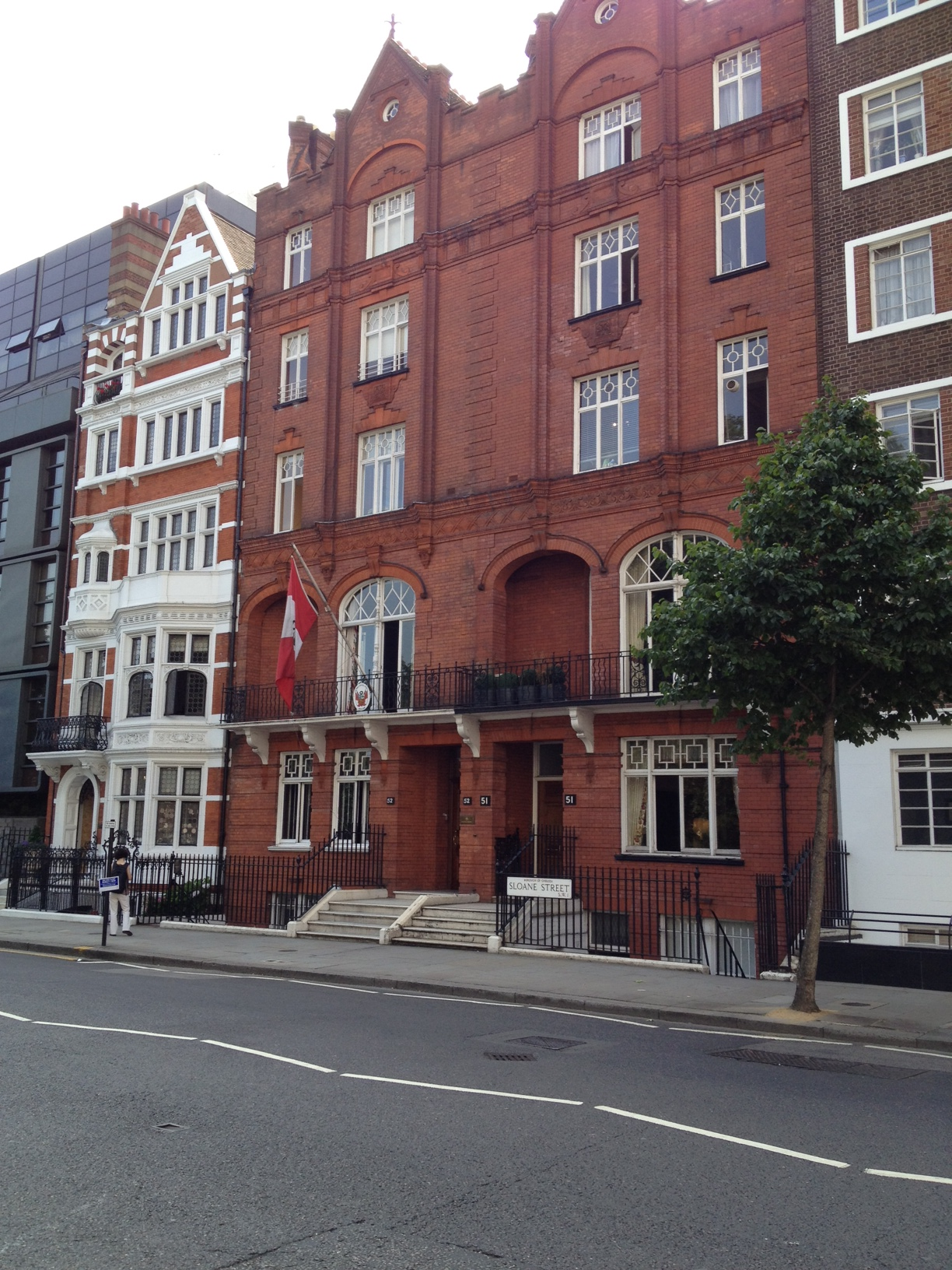
런던 주재 페루 대사관

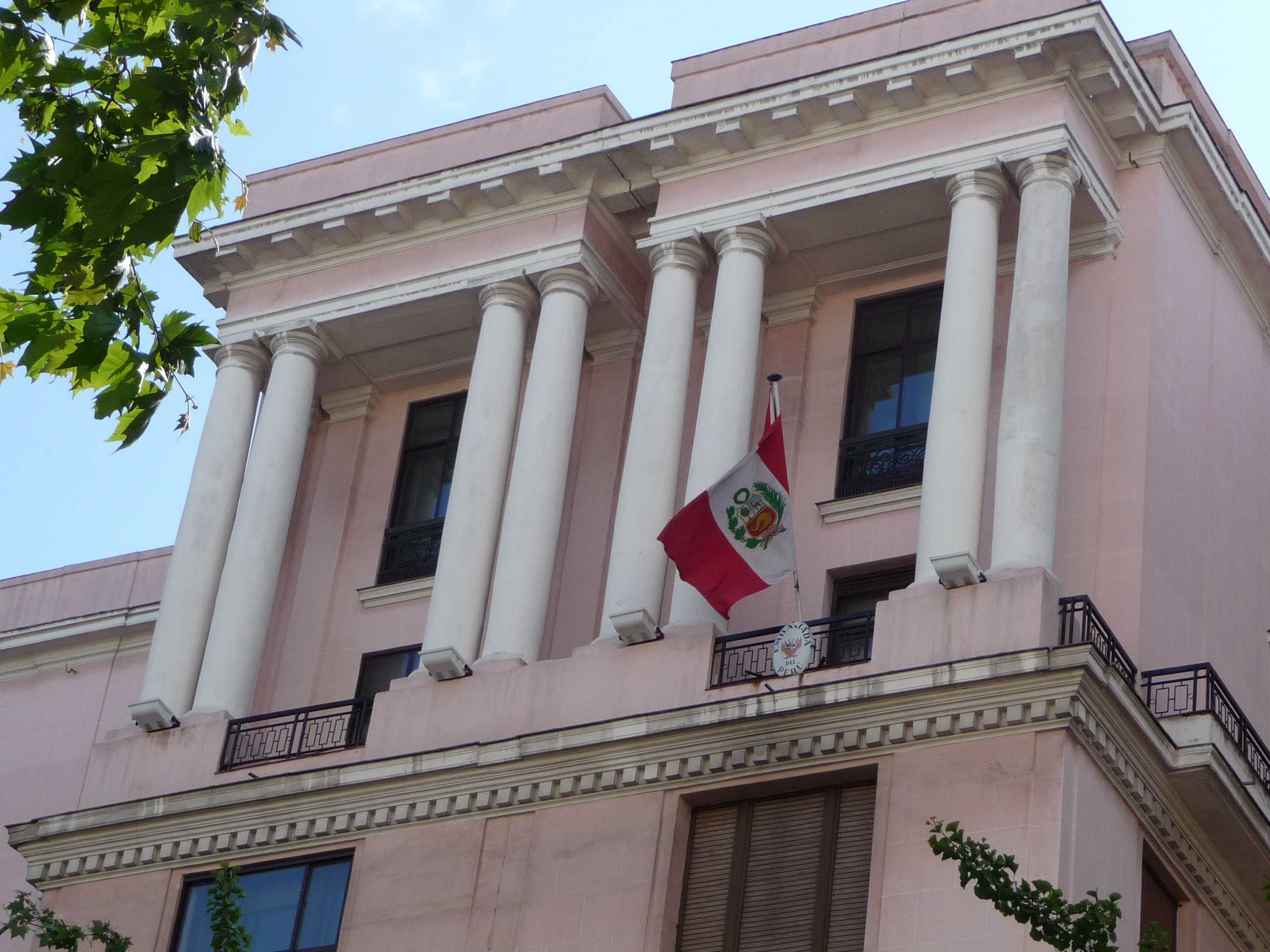
마드리드 주재 페루 대사관

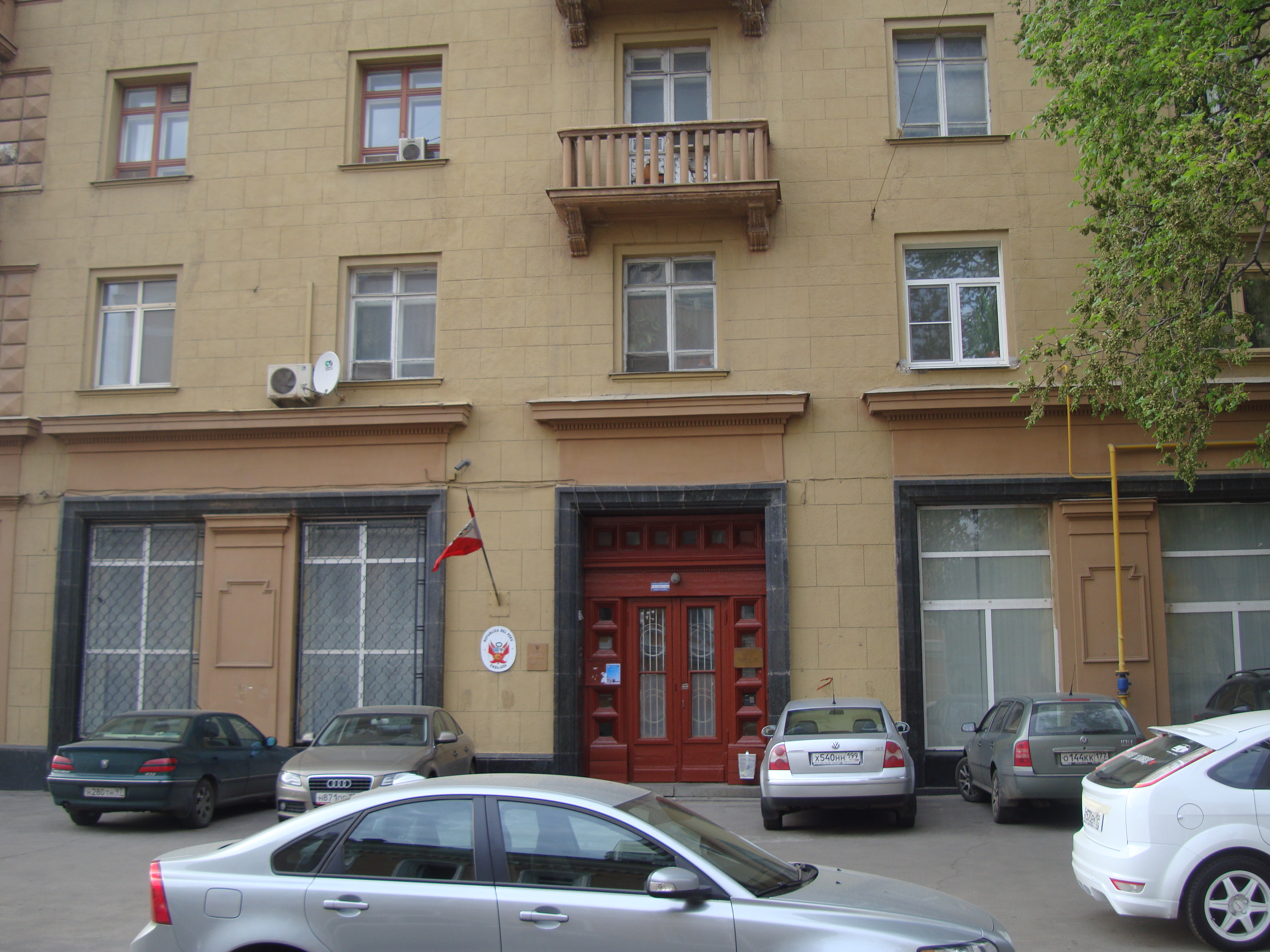
모스크바 주재 페루 대사관

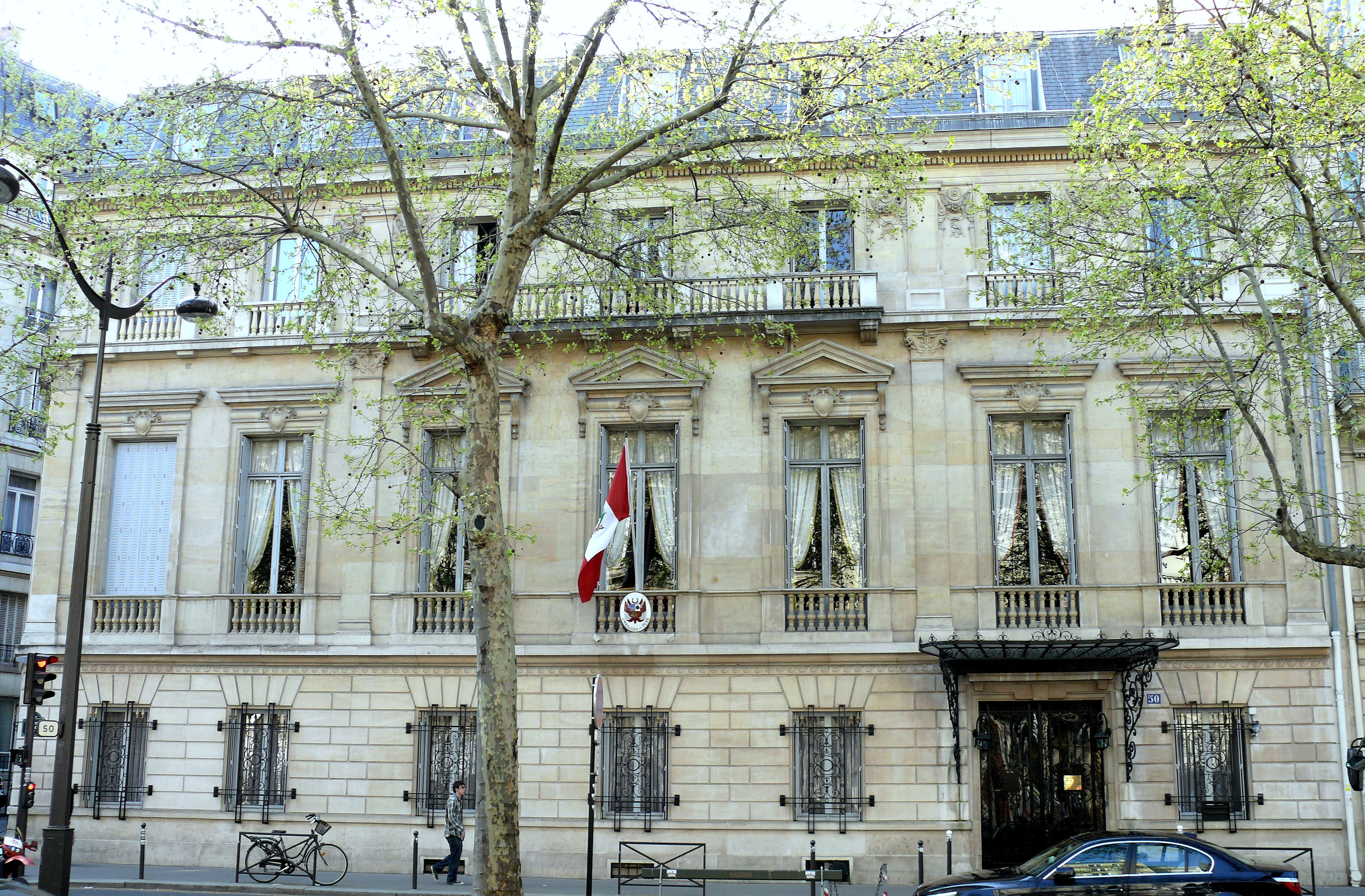
파리 주재 페루 대사관

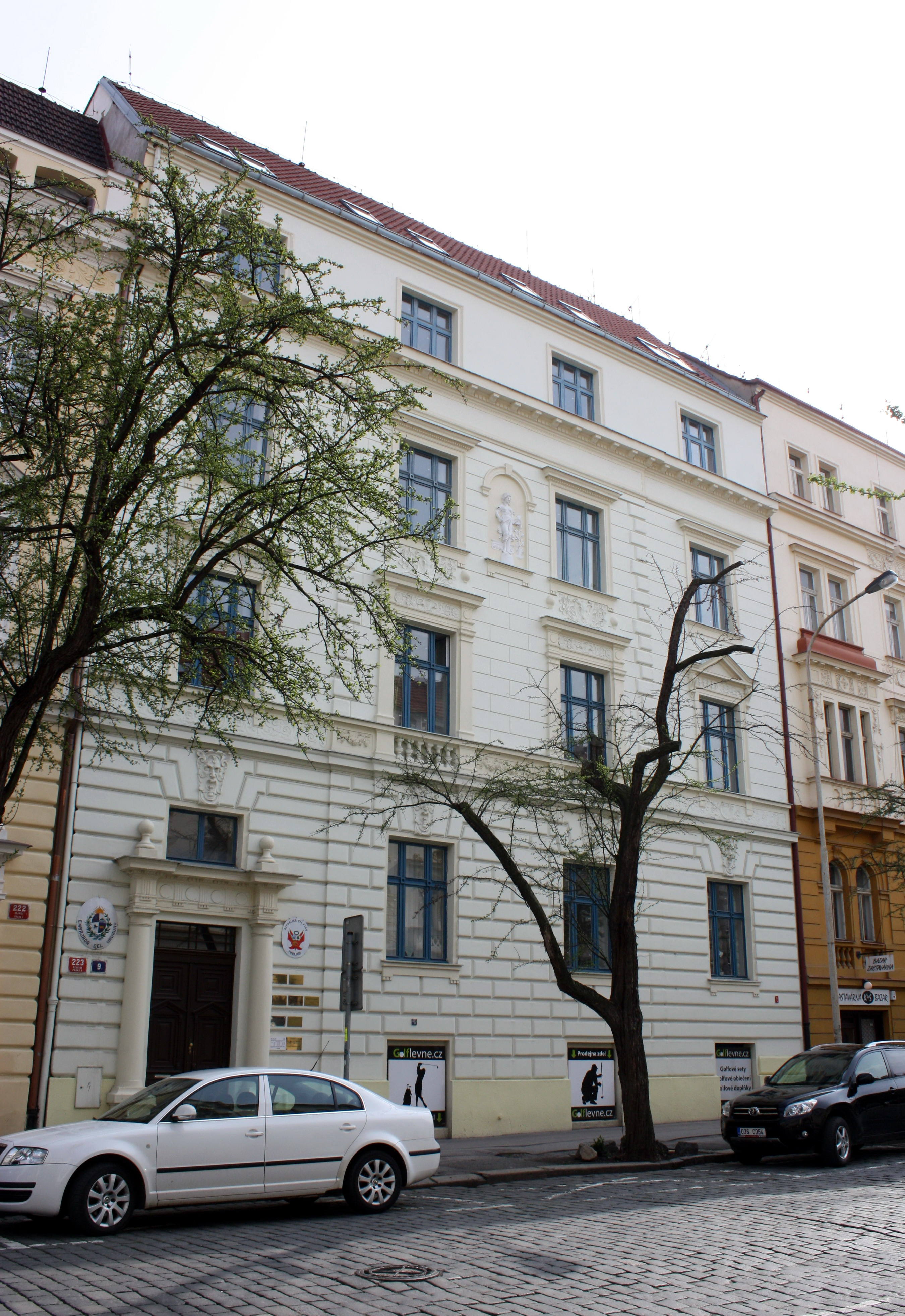
프라하 주재 페루 대사관

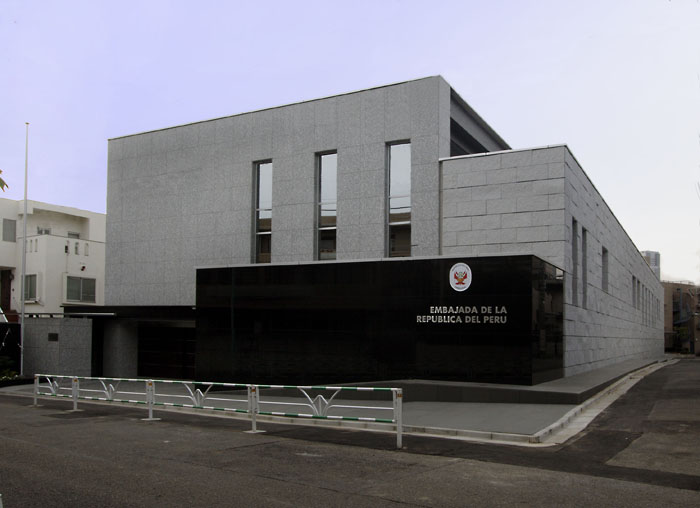
도쿄 주재 페루 대사관

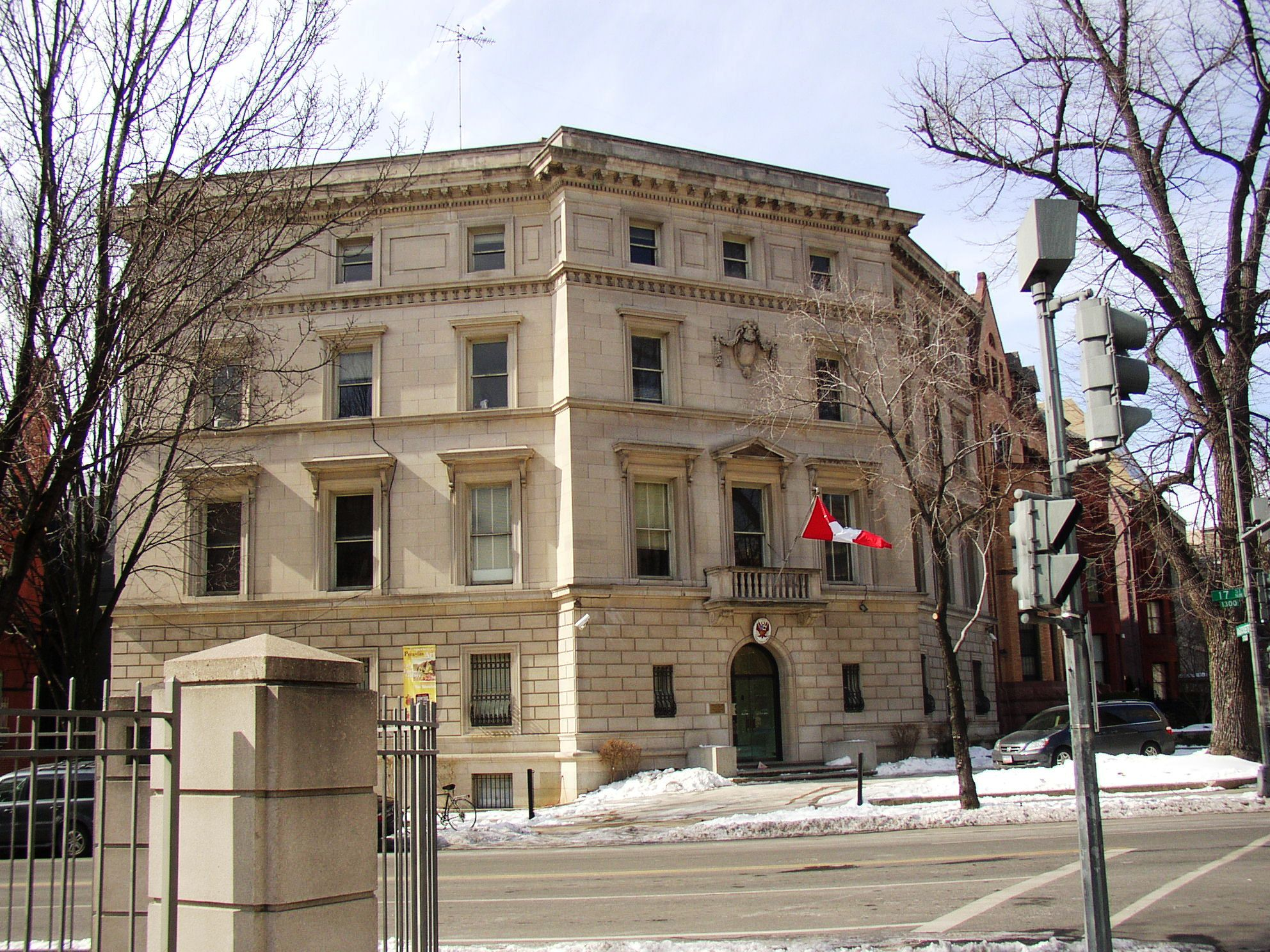
워싱턴 D.C. 주재 페루 대사관

페루의 재외공관 목록은 페루 주재 대사관을 각국에 상주시켜 놓는 것을 의미하며 페루의 재외공관을 나열한 목록이다.

## 아프리카
- 알제리
  - 알제 (대사관)
- 이집트
  - 카이로 (대사관)
- 가나
  - 아크라 (대사관)
- 모로코
  - 라바트 (대사관)
- 남아프리카 공화국
  - 프리토리아 (대사관)

## 아메리카
- 아르헨티나
  - 부에노스아이레스 (대사관)
  - 코르도바 (총영사관)
  - 라플라타 (총영사관)
  - 멘도사 (총영사관)
- 볼리비아
  - 라파스 (대사관)
  - 코차밤바 (총영사관)
  - 산타크루스데라시에라 (총영사관)
  - 엘알토 (영사관)
- 브라질
  - 브라질리아 (대사관)
  - 마나우스 (총영사관)
  - 히우브랑쿠 (총영사관)
  - 리우데자네이루 (총영사관)
  - 상파울루 (총영사관)
- 캐나다
  - 오타와 (대사관)
  - 몬트리올 (총영사관)
  - 토론토 (총영사관)
  - 밴쿠버 (총영사관)
- 칠레
  - 산티아고 (대사관)
  - 아리카 (총영사관)
  - 이키케 (총영사관)
  - 발파라이소 (총영사관)
- 콜롬비아
  - 보고타 (대사관)
  - 레티시아 (총영사관)
- 코스타리카
  - 산호세 (대사관)
- 쿠바
  - 아바나 (대사관)
- 도미니카 공화국
  - 산토도밍고 (대사관)
- 에콰도르
  - 키토 (대사관)
  - 과야킬 (총영사관)
  - 로하 (총영사관)
  - 마찰라 (총영사관)
  - 마카라 (영사관)
- 엘살바도르
  - 산살바도르 (대사관)
- 과테말라
  - 과테말라 시 (대사관)
- 온두라스
  - 테구시갈파 (대사관)
- 멕시코
  - 멕시코시티 (대사관)
- 니카라과
  - 마나과 (대사관)
- 파나마
  - 파나마시티 (대사관)
- 파라과이
  - 아순시온 (대사관)
- 트리니다드 토바고
  - 포트오브스페인 (대사관)
- 미국
  - 워싱턴 D.C. (대사관)
  - 애틀랜타 (총영사관)
  - 보스턴 (총영사관)
  - 시카고 (총영사관)
  - 댈러스 (총영사관)
  - 덴버 (총영사관)
  - 하트퍼드 (총영사관)
  - 휴스턴 (총영사관)
  - 로스앤젤레스 (총영사관)
  - 마이애미 (총영사관)
  - 뉴욕 (총영사관)
  - 패터슨 (총영사관)
  - 샌프란시스코 (총영사관)
- 우루과이
  - 몬테비데오 (대사관)
- 베네수엘라
  - 카라카스 (대사관)
  - 푸에르토오르다스 (총영사관)

## 아시아
- 중화인민공화국
  - 베이징시 (대사관)
  - 광저우시 (총영사관)
  - 홍콩 (총영사관)
  - 상하이시 (총영사관)
- 인도
  - 뉴델리 (대사관)
- 인도네시아
  - 자카르타 (대사관)
- 이스라엘
  - 텔아비브 (대사관)
- 일본
  - 도쿄도 (대사관)
  - 도쿄도 (총영사관)
  - 나고야시 (총영사관)
- 대한민국
  - 서울특별시 (대사관)
- 쿠웨이트
  - 쿠웨이트시티 (대사관)
- 말레이시아
  - 쿠알라룸푸르 (대사관)
- 카타르
  - 도하 (대사관)
- 사우디아라비아
  - 리야드 (대사관)
- 싱가포르
  - 싱가포르 (대사관)
- 중화민국
  - 타이베이시 (무역 사무소)
- 태국
  - 방콕 (대사관)
- 튀르키예
  - 앙카라 (대사관)
- 아랍에미리트
  - 아부다비 (총영사관)
- 베트남
  - 하노이 (대사관)

## 유럽
- 오스트리아
  - 빈 (대사관)
- 벨기에
  - 브뤼셀 (대사관)
- 체코
  - 프라하 (대사관)
- 핀란드
  - 헬싱키 (대사관)
- 프랑스
  - 파리 (대사관)
- 독일
  - 베를린 (대사관)
  - 프랑크푸르트암마인 (총영사관)
  - 함부르크 (총영사관)
  - 뮌헨 (총영사관)
- 그리스
  - 아테네 (대사관)
- 바티칸 시국
  - 바티칸 시국 (대사관)
- 이탈리아
  - 로마 (대사관)
  - 피렌체 (총영사관)
  - 제노바 (총영사관)
  - 밀라노 (총영사관)
  - 토리노 (총영사관)
- 네덜란드
  - 헤이그 (대사관)
  - 암스테르담 (총영사관)
- 폴란드
  - 바르샤바 (대사관)
- 포르투갈
  - 리스본 (대사관)
- 루마니아
  - 부쿠레슈티 (대사관)
- 러시아
  - 모스크바 (대사관)
- 스페인
  - 마드리드 (대사관)
  - 바르셀로나 (총영사관)
  - 세비야 (총영사관)
  - 발렌시아 (총영사관)
- 스웨덴
  - 스톡홀름 (대사관)
- 스위스
  - 베른 (대사관)
  - 제네바 (총영사관)
  - 취리히 (총영사관)
- 영국
  - 런던 (대사관)

## 오세아니아
- 오스트레일리아
  - 캔버라 (대사관)

## 대표부
- EU 페루 정부 대표부 : 브뤼셀
- UN 페루 정부 대표부 : 뉴욕, 제네바
- UNESCO 페루 정부 대표부 : 파리
- FAO 페루 정부 대표부 : 로마
- MERCOSUR, ALADI 페루 정부 대표부 : 몬테비데오
- 미주 기구 페루 정부 대표부 : 워싱턴 D.C.

## 같이 보기
- 페루의 대외 관계